# Dicliptera minbuensis
Dicliptera minbuensis là một loài thực vật có hoa trong họ Ô rô. Loài này được Bor mô tả khoa học đầu tiên năm 1941.